# Fred B. Rooney

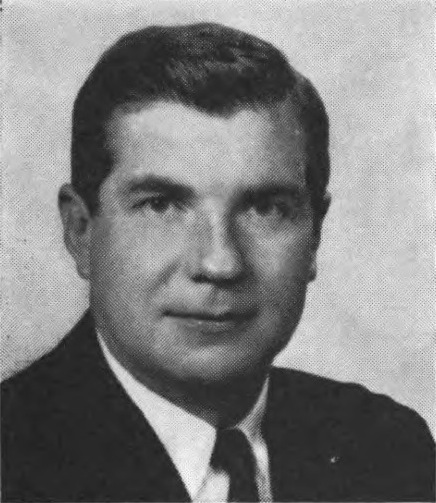
Fred B. Rooney (1977)

Frederick Bernard „Fred“ Rooney (* 6. November 1925 in Bethlehem, Pennsylvania; † 23. Dezember 2019 in Washington, D.C.) war ein US-amerikanischer Politiker. Zwischen 1963 und 1979 vertrat er den Bundesstaat Pennsylvania im US-Repräsentantenhaus.

## Werdegang
Fred Rooney besuchte die öffentlichen Schulen seiner Heimat und absolvierte im Jahr 1944 die Bethlehem High School. Während der Endphase des Zweiten Weltkrieges diente er zwischen 1944 und 1946 in der US Army. Dabei war er in Europa eingesetzt. Danach studierte er bis 1950 an der University of Georgia in Athens. In den folgenden Jahren arbeitete er auf dem Immobilienmarkt sowie in der Versicherungsbranche. Gleichzeitig schlug er als Mitglied der Demokratischen Partei eine politische Laufbahn ein. Zwischen 1958 und 1963 gehörte er dem Senat von Pennsylvania an.
Nach dem Tod des Abgeordneten Francis E. Walter wurde Rooney bei der fälligen Nachwahl für den 15. Sitz von Pennsylvania als dessen Nachfolger in das US-Repräsentantenhaus in Washington, D.C. gewählt, wo er am 30. Juli 1963 sein neues Mandat antrat. Nach sieben Wiederwahlen konnte er bis zum 3. Januar 1979 im Kongress absolvieren. In diese Zeit fielen unter anderem der Vietnamkrieg, die Watergate-Affäre und das Ende der Bürgerrechtsbewegung. Im Jahr 1978 wurde er nicht wiedergewählt.
Nach dem Ende seiner Zeit im US-Repräsentantenhaus war Fred Rooney als Geschäftsberater tätig.